# Ariane Herde
Ariane Herde (Iserlohn, 18 december 1979) is een Nederlandse wildwater kanovaarster. Haar specialiteit is de K1 slalom in de kajak. Sinds 2005 komt ze voor Nederland uit op internationale wedstrijden. Ze werd viermaal Nederlands kampioene.
Herde heeft een Duitse vader en Nederlandse moeder. Ze groeide op in de buurt van Dortmund (Duitsland) waar haar ouders een huis aan het water hadden. Hierdoor kwam ze al op jonge leeftijd in aanraking met het water. Op 8-jarige leeftijd kreeg ze een kano-training en sindsdien doet ze aan deze sport. In 1996 werd ze Duits jeugdkampioen, waarna ze mocht uitkomen voor de Duitse nationale juniorenploeg. Hiermee nam ze onder andere deel aan de Europese jeugdkampioenschappen.
In 2000 laste ze een pauze in vanwege haar studie fysiotherapie in Amsterdam. Drie jaar later pakte ze de draad weer op en in 2005 werd ze uitgenodigd om onderdeel uit te maken van de Nederlandse ploeg. Sindsdien won ze elk jaar de nationale titel en vertegenwoordigde Nederland op verschillende wereldbekerwedstrijden, Europese kampioenschappen en wereldkampioenschappen.
Wegens haar goede prestatie op het WK 2007 kwalificeerde ze zich voor de Olympische Spelen van 2008 in Peking.Ondanks een blessure aan haar onderarm toonde ze bij wereldbekerwedstrijden slalom in het Sloveense Tacen vormbehoud en bemachtigde hiermee zodoende definitief een ticket naar Peking.

## Titels
- Nederlands kampioen kano - 2005, 2006, 2007, 2008

## Palmares

### Individueel
- 2007: 21e WK in Foz do Iguaçu
- 2008: 26e EK kano in Krakau

### Team
- 2005: 9e WK in Penrith
- 2008: 11e Wereldbeker in Tacen
- 2008: 5e EK kano in Krakau